# Ronald Taylor
Ronald Taylor (Toronto, Canadá; 13 de diciembre de 1937 – Toronto, Canadá; 16 de junio de 2025) fue un beisbolista y médico canadiense que jugó once temporadas con cinco equipos en la MLB en la posición de pitcher y fue dos veces campeón de la Serie Mundial: en 1964 con los St. Louis Cardinals y en 1969 con los New York Mets.

## Carrera
Taylor entró a la organización de los Cleveland Indians en 1956 mientras iba a la universidad en temporada baja. Tras varios años en la filial de Cleveland se integró al roster principal en 1962. El 11 de abril de 1962 Taylor fue el lanzador abridor ante los Boston Red Sox en Fenway Park. Lanzó 11 entreadas sin permitir carrera donde solo permitió dos hits ante el abridor de Boston Bill Monbouquette, pero perdió el partido en la 12° entrada luego de permitir un cuadrangular de bases llenas de Carroll Hardy en la derrota por 0-4. Lanzó ocho partidos con los Indians hasta que regresó a las ligas menores en mayo donde estuvo en la filial Triple-A hasta el final de la temporada. El 15 de diciembre fue cambiado a los Cardinals por el primera base Fred Whitfield.
Taylor pasó el resto de su carrera en la National League. En 1963 jugó en 58 partidos, donde tuvo nueve victorias, dos juegos completos en nueve inicios, 11 juegos salvados y un promedio de carreras permitidas de 2.97. En el año siguiente ganó ocho partidos con ocho juegos salvados, ayudando a los Cardinals a ganar la Serie Mundial de 1964, en la que Taylor jugó en dos partidos donde no permitió hit en cuatro entradas ante los New York Yankees.
En 1965 Taylor jugó 25 partidos con St. Louis hasta el 15 de junio cuando fue cambiado a los Houston Astros por el relevista zurdo Hal Woodeshick. Le fue mal en Houston donde solo ganó tres de 11 decisiones con cuatro juegos salvados, pero con una efectividad de 6.03 en 68 partidos. El 10 de febrero de 1967 el que fuera gerente general de los Cardinals Bing Devine, que pasó a trabajar con los New York Mets, lo llevó a Nueva York comprando su contrato.
En cinco años con los Mets tuvo 22 juegos salvados en 108 apariciones como relevista y su ERA fue de 2.47. En 1969 Taylor fue clave en los "Miracle Mets," que terminaron ganando la Serie Mundial. Taylor se complementó con el relevistas zurdo Tug McGraw, que lideró al club en partidos (59) y juegos salvados (13), ganó nueve de 13 decisiones, y con efectividad de 2.72 en temporada regular. Lanzó 31⁄3 innings sin permitir carrera en la Serie de Campeonato de 1969 ante los Atlanta Braves, donde solo permitió tres hits, además de ser el ganador del juego 2. En la Serie Mundial de 1969 ante los Baltimore Orioles Taylor jugó en dos partidos, donde no permitió hit en 21⁄3 innings, donde logró el salvamento en el juego 2. En sus cuatro partidos en la Serie Mundial Taylor no permitió hits y solo dio dos bases por bola en siete innings, con cinco ponches ante 21 bateadores.
Taylor siguió con los Mets en 1970 y 1971 donde ganó siete partidos y tuvo 15 salvamentos en 102 partidos, con efectividad de 3.79. Fue vendido a los Montreal Expos, que lo liberaron el 20 de abril de 1972 sin siquiera haber jugado un partido con el equipo. Taylor firmó con los San Diego Padres pero no hizo mucho en tres de cuatro partidos que jugó con San Diego; el 14 de mayo ante los Expos en el Jarry Park Stadium permitió cuadrangulares a Ken Singleton y Ron Fairly en su último partido en la MLB.
En su carrera Taylor tuvo un récord de 45–43, 74 juegos salvados y tres juegos completos en 491 partidos, 474 como relevista. En 800 innings lanzados permitió 794 hits y 209 bases por bola, ponchó a 464, su efectividad fue de 3.93. A la ofensiva su promedio de bateo fue de .103 (12 his en 116 turnos). A la defensiva Taylor solo tuvo tres errores en 169 oportunidades, con un promedio defensivo de .982, 27 puntos más alto que el promedio. En playoffs su récord fue de 1–0 con tres salvamentos y 0.00 de ERA en seis partidos, donde solo permitió tres hits en 101⁄3 innings.

## Vida personal
Estudió en la Universidad de Toronto donde se graduó de ingeniero eléctrico en 1961; regresó a la universidad luego de su retiro como beisbolista en mayo de 1972 a los 34 años. Taylor también fue parte de la Royal Canadian Air Force.
Taylor regresó a la Universidad de Toronto para estudiar medicina inspirado en los hospitales que habían de la USO durante la Guerra de Vietnam. Taylor sacó el título de medicina en 1977; y dos años después fue el fisioterapeuta de los Toronto Blue Jays, equipo en el que estuvo por tres décadas, incluyendo los títulos de Serie Mundial de los Jays en 1992 y 1993. También abrió una clínica privada en Toronto en la que trabajó hasta su jubilación en 2014.
Ron Taylor fue miembro del Canadian Baseball Hall of Fame en 1985, del Canada's Sports Hall of Fame en 1993 y del Ontario Sports Hall of Fame en 2010. Le fue otorgada la Orden de Ontario en el grado de teniente gobernador en 2005.
Taylor murió en su natal Toronto el 16 de junio de 2025 a los 87 años a causa de una larga enfermedad.